# Гендерні стереотипи у сучасних ЗМІ
Гендерні стереотипи в журналістиці стосуються зображення осіб, як правило, чоловіків і жінок, у спосіб, який посилює традиційні гендерні ролі та очікування. Мають різні прояви, зокрема, використання мови, тону та візуальної репрезентації. Прикладом є опис жінок з точки зору їх зовнішності або особистих стосунків, замість досягнень чи досвіду, що може призводити до маргіналізації жіночих голосів і поглядів і зміцнювати стереотипи про цінність жінок у їхній фізичній привабливості чи сімейній ролі.
Чоловіків можуть зображувати агресивними, домінантними та могутніми, підкріплюючи асоціацію маскулінності з домінуванням і контролем. Це може сприяти маргіналізації немаскулінних чоловіків і укріплювати шкідливі уявлення про те, що означає бути чоловіком. Журналісти відіграють важливу роль у боротьбі з гендерними стереотипами та їх руйнуванні, забезпечуючи чесність, точність і всеосяжність репортажів. Це може включати використання гендерночутливої мови, активний пошук різних джерел і точок зору та уникнення стереотипного зображення чоловіків і жінок.

## Властивості стереотипів
- стійкість, оскільки уявлення публіки про ті чи інші запропоновані чоловікам і жінкам моделі поведінки розвиваються в ЗМІ десятиліттями;
- стереотипи є оцінковим явищем, оскільки гендерний стереотип виступає визначальним компонентом сенсу тексту;
- схематичність, оскільки гендерний стереотип покликаний спрощувати процес взаєморозуміння журналіста і аудиторії.

Гендерні стереотипи в медіа середовищі мають динамічність і рухливість, будучи результатом взаємодії творчого процесу і осмислення. Журналісти як люди не вільні від стереотипів, у їх публікаціях присутній «гендер як сформована і усталена в суспільстві система соціальних відносин між чоловічою і жіночою статями, найглибших соціальних відносин».
Крім того, гендерні стереотипи в журналістиці можуть призвести до недостатньої репрезентації та висвітлення тем чи проблем, які більше стосуються жінок. Наприклад, історії про репродуктивне здоров'я чи гендерне насильство можуть бути віднесені до «жіночих розділів» або не мають такого ж рівня висвітлення, як інші теми.
Гендерні стереотипи також посилюються за допомогою фотографій та візуальних матеріалів. Наприклад, зображення жінок, які займаються домашньою або доглядовою працею, укріплюють ідею, що жінки несуть основну відповідальність за ці завдання, тоді як зображення чоловіків, які займають керівні чи професійні ролі, посилюють ідею, що чоловіки краще підходять для цих посад. 
Усвідомлюючи свої упередження та потенційний вплив репортажів на укріплення гендерних стереотипів і активно працюючи над тим, щоб подолати ці стереотипи та забезпечувати більш різноманітне та всеосяжне висвітлення, журналісти можуть сприяти побудові більш справедливого суспільства.

## Стереотипні гендерні образи в пресі
Стереотипні образи, як правило, відображають стійке уявлення людей про соціальні функції чоловіків і жінок в сучасному українському суспільстві, котре переживає «патріархальний ренесанс» (активізацію консервативних сил і настроїв, пов'язаних з затвердженням уявлень про "природне призначення" і витіснення жінок у сферу приватного життя). 
До них вдаються для полегшення розуміння аудиторією свого уявлення про героїв, що уособлюють те чи інше суспільне явище. Журналісти «формують реальність» у свідомості мас, і, використовуючи застарілі стереотипи, спотворюють дійсність. ЗМІ виступають і свого роду лабораторією з перевірки на міцність старих уявлень та вироблення нових стереотипів. Гендерні стереотипи, з одного боку, полегшують порозуміння аудиторії і медіа, з іншого — стають сковуючим фактором в особистому та професійному житті людини, що ускладнює її свободу, визначаючи упереджену оцінку її дій і здібностей. 
Завдання сучасної журналістики полягає в уникненні використання гендерних стереотипів, осмисленні їх джерел, виробленні навичок оцінки змісту. Основна функція ЗМІ полягає у розповсюдженні та соціальному освоєнні існуючих норм і цінностей, у тому числі — у створенні нових, коректних, відповідних дійсності уявлень про фемінність і маскулінність.